# 21431 Amberhess
A 21431 Amberhess (ideiglenes jelöléssel 1998 FR113) a Naprendszer kisbolygóövében található aszteroida. A LINEAR projekt keretében fedezték fel 1998. március 31-én.